# 에밀리아노 사파타
에밀리아노 사파타 살라사르(스페인어: Emiliano Zapata Salazar, 1879년 8월 8일~1919년 4월 10일)는 포르피리오 디아스의 독재 정권에 대항하여 1910년 시작한 멕시코 혁명의 지도자였다. 그는 멕시코의 국민적 영웅 중 하나로 칭송된다. 전국적으로 도시와 길거리 그리고 심지어 주거 개발 프로젝트와 통화에 이르기까지 그의 이름은 폭넓게 사용된다.
그의 파란만장한 삶은 1952년 엘리아 카잔 감독, 말론 브란도 주연의 영화 혁명아 자파타에 잘 나타나 있다.

## 참고 문서
- 사파타 만세
- 판초 비야
- 멕시코 혁명
- 사파티스타 민족 해방군